# Natan Schulte
Natan Silveira Schulte (ur. 20 lutego 1992 w Joinville) – brazylijski zawodnik mieszanych sztuk walki walczący w kategorii lekkiej. Aktualnie zawodnik amerykańskiej organizacji PFL, w której w latach 2018 oraz 2019 wygrał turniej wagi lekkiej. 

## Życiorys
Natan Schulte urodził się w Joinville, gdzie ma rodzinę. W tym mieście zaczął trenować sporty walki, po tym jak był zastraszany przez ludzi w swoim otoczeniu. Swoją pierwszą profesjonalną walkę stoczył w 2011 roku, ale wcześniej stoczył już ponad 40 walk amatorskich, pomiędzy boksem tajskim, kickboxingiem i jiu-jitsu.
Był dwukrotnym mistrzem Santa Catarina, a w wieku 17 lat mistrzem Brazylii. Reprezentował nawet Brazylię na Pucharze Świata w Serbii, gdzie tytułu nie zdobył.

## Osiągnięcia

### Mieszane sztuki walki
- 2014: Mistrz Xtreme Fighting Championships w wadze lekkiej
- 2018: Zwycięzca turnieju PFL w wadze lekkiej[7]
- 2019: Zwycięzca turnieju PFL w wadze lekkiej[8]